# Idioma bajo sorabo
Bajo sorabo o bajo sorbio (autoglotónimo dolnoserbšćina) es un idioma minoritario, del grupo de las lenguas sorbias, hablado en Alemania en la provincia histórica de Alta Lusacia, que tenía la mayor parte de su territorio en lo que es el actual estado alemán de Sajonia. Pertenece a las lenguas eslavas de la familia lingüística indo-europea.
El bajo sorabo es hablado actualmente en la ciudad de Cottbus, en el estado federado de Brandeburgo y el territorio próximo.

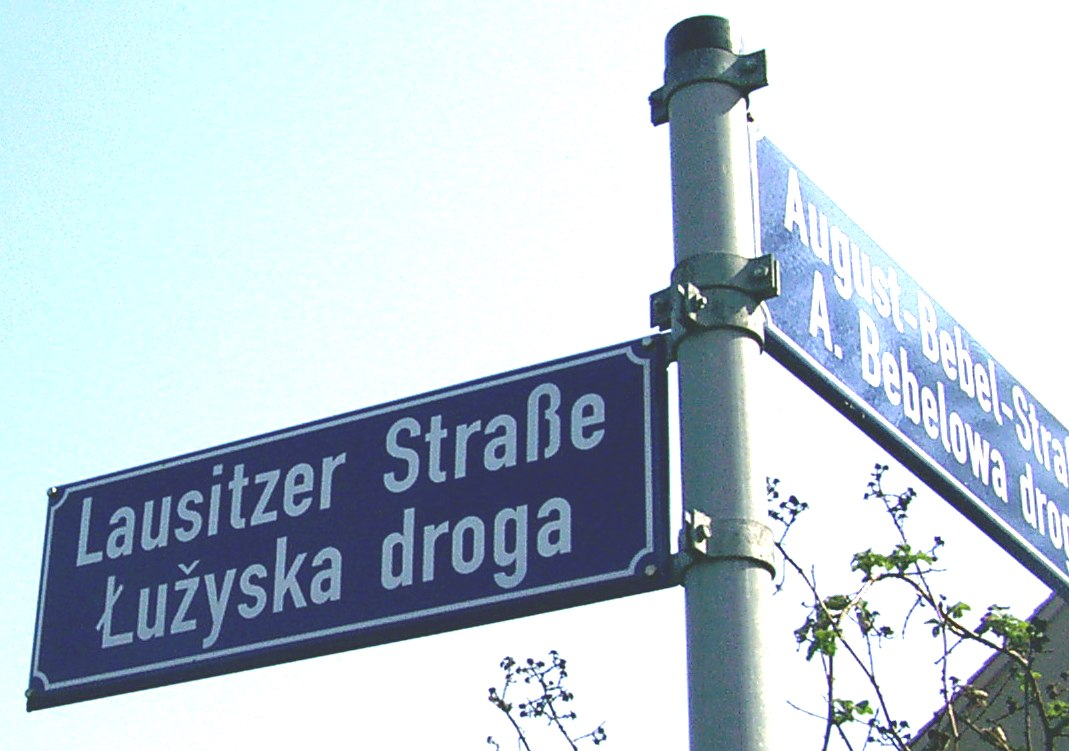
Señal de calle bilingüe, alemán y bajo sorabo.

- Datos: Q13286
- Multimedia: Lower Sorbian language / Q13286